# Maulay

Maulay este o comună în departamentul Vienne, Franța. În 2009 avea o populație de 197 de locuitori.